# Madżarowo (gmina)
Madżarowo (bułg.: Община Маджарово)  − gmina w południowej Bułgarii, w obwodzie Chaskowo.

## Miejscowości
Miejscowości wchodzące w skład gminy Madżarowo:
- Borisławci (bułg.: Бориславци),
- Dołni Gławanak (bułg.: Долни Главанак),
- Dołno Sydiewo (bułg.: Долно Съдиево),
- Efrem (bułg.: Ефрем),
- Gaberowo (bułg.: Габерово),
- Golama dolina (bułg.: Голяма долина),
- Gorni Gławanak (bułg.: Горни Главанак),
- Gorno pole (bułg.: Горно поле),
- Madżarowo (bułg.: Маджарово) - stolica gminy,
- Małki Woden (bułg.: Малки Воден),
- Małko Brjagowo (bułg.: Малко Брягово),
- Małko Popowo (bułg.: Малко Попово),
- Rumelija (bułg.: Румелия),
- Ryżenowo (bułg.: Ръженово),
- Sełska polana (bułg.: Селска поляна),
- Senokłas (bułg.: Сеноклас),
- Topołowo (bułg.: Тополово),
- Złatoustowo (bułg.: Златоустово),